# 森のホール21
1. ・ホール内観（客席から見たステージ）
2. ・ホール内観（ステージから見た客席）
3. ・ホワイエ 等

森のホール21（もりのホールにじゅういち）は、千葉県松戸市に位置する21世紀の森と広場の一角にある松戸市立の多目的ホール。森のホール21は愛称であり、正式名称は松戸市文化会館。

## 概要

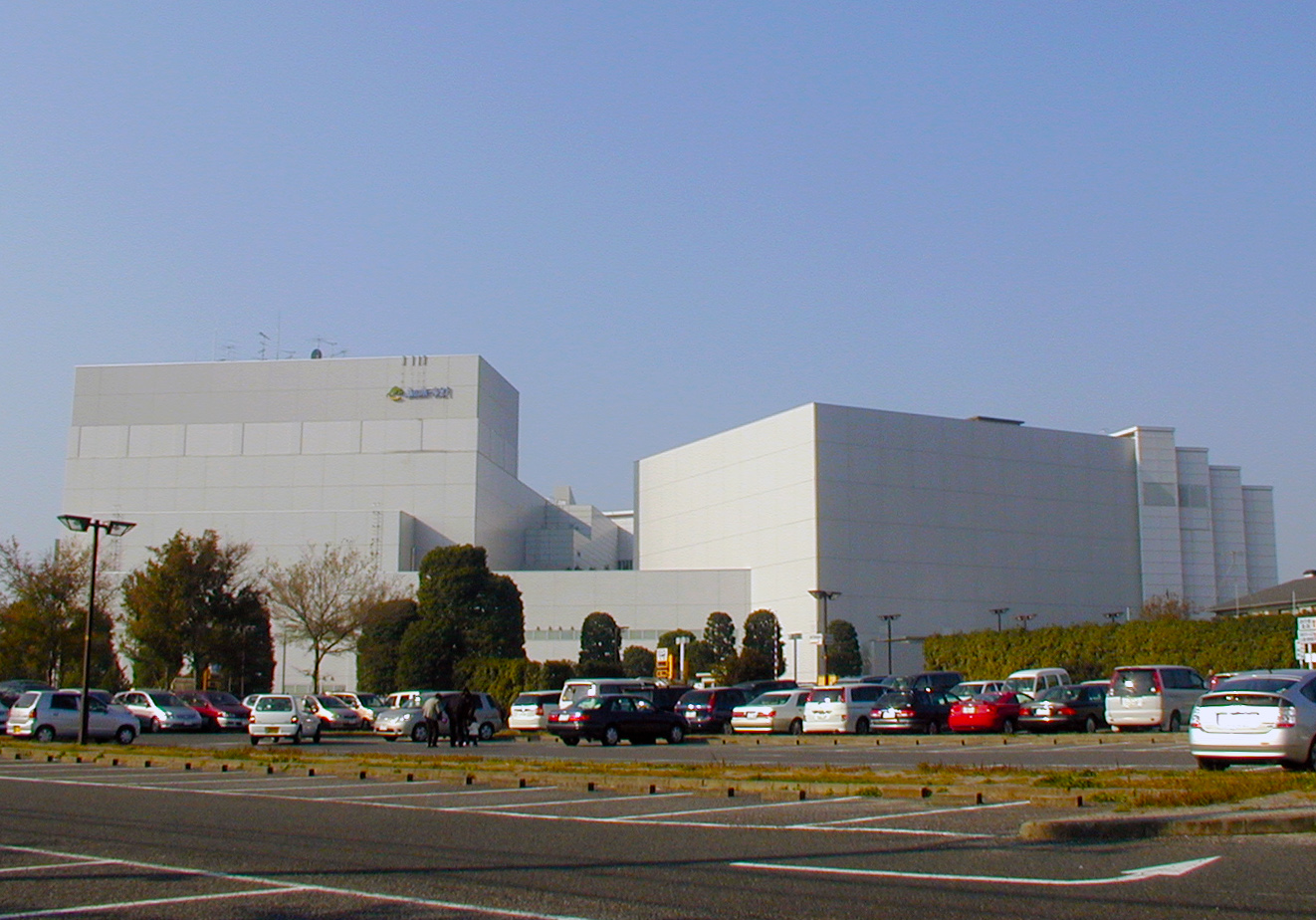
森のホール21（遠景）

総工費約185億円をかけて建設された豪華ホールで、1993年（平成5年）11月3日に開館した。1994年（平成6年）3月には「建築コンクールちば」の特別優良賞に選定された。
大小ホールの他に、会議室、リハーサル室、レセプションホール（披露宴会場）なども付帯している。約2,000席規模の大ホールにはオーケストラピットも備えられており、各施設は有名芸能人を含むコンサート、発表会、講演会、結婚披露宴など、様々な催し物に利用されている。また、各種学校の合唱祭等の行事や、学校・市民団体などのオーケストラ・吹奏楽・合唱といった楽団の演奏会等に使用されることもある。
松戸市には、他に松戸市民会館や松戸市民劇場といった文化施設が中心市街地にある。

## 施設
- 大ホール - 定員1,955席[3]
- 小ホール - 定員516席
- レセプションホール - 552.6m2
- 大会議室 - 72人収容
- 中会議室 - 18人収容
- 第一小会議室 - 18人収容
- 第二小会議室 - 18人収容
- 和室 - 30畳
- 第一リハーサル室 - 211.0m2
- 第二リハーサル室 - 209.0m2
- 第一音楽練習室 - 81.1m2
- 第二音楽練習室 - 38.2m2

## アクセス
- 常盤平駅から
  - 徒歩約15分
- 八柱駅・新八柱駅 から
  - 徒歩約15分
  - 3番バス乗り場から松戸新京成バス [14・14A] 新松戸駅行・[12] 小金原団地循環線で 森のホール21公園中央口バス停にて下車 徒歩2分
- 新松戸駅から
  - 3番バス乗り場から松戸新京成バス [14] 八柱駅行で 森のホール21公園中央口バス停にて下車 徒歩1分

## 周辺施設
- 21世紀の森と広場
- 千葉県立西部図書館
- 松戸市立博物館